# Club Deportivo Universidad de San Martín de Porres
El Club Deportivo Universidad de San Martín de Porres és un club de futbol peruà de la ciutat de Lima.

## Història
El club va néixer el 21 de gener 2004 associat a la Universidad San Martín de Porres. Durant la dècada del 2000, fou tres cops campió nacional.
El 20 de febrer de 2012, el club anuncià la seva retirada del futbol professional. El 14 de març de 2012 retornà al futbol professional.

## Evolució de l'uniforme
| 2004-2008 | 2009 | 2010-2011 | 2012 |  |

## Palmarès
- Lliga peruana de futbol:[6]
  - 2007, 2008, 2010

- Torneo Apertura:
  - 2007

- Torneo Clausura:
  - 2008